# クレヨンしんちゃん アクション仮面VSハイグレ魔王
『クレヨンしんちゃん アクション仮面VSハイグレ魔王』（クレヨンしんちゃん アクションかめん たい ハイグレまおう）は、1993年7月24日に劇場公開された『クレヨンしんちゃん』の劇場映画版シリーズの1作目。上映時間は95分。興行収入は22.2億円。

## 概要
『クレヨンしんちゃん』の初劇場版作品。制作が決まったのはギリギリであり、当初は中篇2、3本立てで公開する意見があった。第23作目『オラの引越し物語 サボテン大襲撃』（2015年）が22年ぶりに記録を塗り替えるまでは、興行収入が最高記録だった（2024年現在は歴代4位）。
原作者・臼井儀人が最も映画製作に係わった作品で、臼井は原作漫画版も描き下ろした。また、タイトルと敵キャラクター「ハイグレ魔王」は臼井のアイディアである。絵コンテは、当時演出担当であった原恵一と本郷の半々で、前半の日常シーンを原が、後半の部分は本郷という分担作業を行った。脚本のもとひら了は映像化の際、自身が考えた脚本をだいぶ変えられてクレジットの自分の名前を外してくれと言ったという逸話もある。また、終盤のアクション仮面とハイグレ魔王の追いかけっこのプロットを考えたのは設定デザインの湯浅政明である。その際、最初、本郷監督が考えたプロットを見た湯浅は「面白くないですね」とバッサリ言った。
「ハイグレ」とは、主人公の野原しんのすけの言い間違いから生まれた言葉で、女性用の水着や下着などのデザインの一種のハイレグを意味する。また、ハイグレ人間達のポーズは、タレントのビートたけしの持ちネタの「コマネチ」が基になっている。
本作は続編となるゲームソフト『クレヨンしんちゃん2 大魔王の逆襲』（1994年）が発売されており、ハイグレ魔王の一味は、その後の『クレヨンしんちゃん』ゲーム版作品でも何度か登場している。
2011年にコミカライズされている。作画は高田ミレイ。

## あらすじ
子供たちに絶大な人気を誇る特撮ヒーロー番組『アクション仮面』の撮影中、突然スタジオで爆発が起こる。混乱の中、何者かがアクション仮面の力の源であるアクションストーンを奪い、どこかへと去っていった。
一方で幼稚園の夏休みが始まった日、しんのすけとみさえ親子は買い物の途中に古そうな駄菓子屋を見つけ、その店でアクション仮面カードが付録としてついているチョコビを購入する。そして偶然にも幻のレアカードだと噂されていたNo.99のゴールドカードを手に入れる。その数日後、海に行った野原家は海辺に建っていたアクション仮面アトラクション・ハウス（アクション仮面アトラクションランド）の中に入り、「時空移動マシン」というアトラクションに乗り不思議な体験をする。
家に戻った野原一家だったが、翌日奇妙な出来事に直面する。新聞には「早く来てくれアクション仮面」という見出しが並び、通勤途中にハイレグ姿の人々を目撃したひろしは家に舞い戻ってみさえ達にその事を伝える。テレビにはハイグレ人間にされた人々が映っていた。直後、野原家に謎の一団に追われた北春日部博士と助手の桜リリ子がやってくる。リリ子は番組の撮影だと思っていた一家に対して、1週間前に新宿に宇宙からやって来たハイグレ魔王が皆をハイグレ光線で無理矢理ハイレグ姿のハイグレ人間に変えて東京を制圧し、出動した自衛隊も返り討ちにして支配地域を埼玉・千葉・神奈川へ広げている、とテレビのニュース映像を交えて説明する。
混乱する野原一家に対しリリ子は、野原家が昨日乗った「時空移動マシン」は本当に時空間を移動してしまうメカで、野原一家は時空移動マシンの力で時空を越え、架空の人物であるアクション仮面や北春日部博士が実在しているパラレルワールドに来たのだと伝える。撮影スタジオで起きた事故もハイグレ魔王が起こしたものであり、アクション仮面はその事故の際にハイグレ魔王にアクションストーンを奪われたことで力を封じられ、さらにこちら側の世界に帰ることが出来なくなってしまっていた。しんのすけが当てたNo.99のゴールドカードは、このパラレルワールドからやってきたアクション仮面とリリ子の双子の妹・ミミ子がアクション仮面をこの世界に呼び戻す手助けをするアクション戦士を選ぶために用意したものであり、リリ子にカードを見せたしんのすけは自分がアクション戦士に選ばれたのだと知る。そんな中、北春日部博士が持ってきた予備のアクションストーンをしんのすけが飴玉と間違えて誤飲してしまう。
春日部にも危険が迫って来ており、野原家の面々は園児や先生達が避難の為に乗っていたふたば幼稚園のバスにリリ子と北春日部博士を乗せ、博士の秘密研究所へと避難する事になる。ところが途中乗車したまつざか先生はすでにハイグレ魔王の力でハイグレ人間にされ、魔王のスパイとなっていた。正体を明かしハイレグ人間になったまつざか先生は研究所のバリアを解除しハイグレ魔王の部下・ハラマキレディースとその部下を研究所に招き入れ、結果しんのすけとみさえとリリ子とシロ以外はすべてハイグレ人間にされてしまう。しんのすけはNo.99のゴールドカードの力で現れたスーパー三輪車にシロと一緒に乗って、ハイグレ魔王の宇宙船のある東京へと向かった。
果たしてアクション仮面は力を取り戻せるのか、そして、地球の平和を取り戻すことができるのか。

## 登場人物
アクション仮面
しんのすけが憧れる正義のヒーロー。地球では郷剛太郎として活動。その正体は別次元で活躍する正真正銘の超人であり、テレビに出演するために本次元にやってきた。正義感が強く、後半でハイグレ魔王が戦闘中本拠地から転落しそうになった時は「剣で勝負をつける」約束をはたすべく自ら助けている。
撮影中にハイグレ魔王が仕掛けた爆弾で怪我を負い、ハイグレ魔王にアクションストーンを奪われてしまう。アクションストーンを奪われた為、元の次元に戻れずにいたが、しんのすけがNo.99のゴールドカードとアクションストーンを用いたことで元の次元に帰還することができた。その際、しんのすけはズボンの中にカードとストーンを入れていたため、彼の股間（チャック）から出現してしまい、出現時と野原一家が帰還する際には「社会の窓から登場したことは秘密にしておいてくれ」としんのすけに頼んだ。野原一家が本次元の地球に帰還した数日後に別次元の地球を救ってくれたお礼にしんのすけにしんのすけ専用サイズのアクション仮面スーツをプレゼントした。なお、アクションストーンはしんのすけから返したが、No.99のゴールドカードはどうなったかは不明。
原作漫画版では別次元に赴いてはおらず、最初から自身の住む次元で活動していた。その為、野原一家はアクシデントで別次元に迷い込んだという設定だった。ハイグレ魔王に敗れた後、療養していたが、アクショングレートビームの素カプセルでパワーアップして復活。ハイグレ魔王との再戦に臨み、アクショングレートビームで勝利。戦い終えた後、しんのすけの頼みで彼のパンツにサインを書く。なお、郷剛太郎としては活動しなかった。
桜ミミ子 / 桜リリ子
アクション仮面のパートナー。ミミ子は桃色、リリ子は青と衣装のカラーが異なっている。この2人は双子で妹のミミ子はアクション仮面と共に本次元で活動し、姉のリリ子は別次元で北春日部博士の助手をしている。リリ子はアクション仮面を助けるアクション戦士の選定を行う任務を背負っている。ミミ子はアクション仮面カード・No.99を手に入れたしんのすけと野原一家を別次元に送り、リリ子は別次元にやってきた野原一家に事情を説明した。
研究所に現れたハイグレ魔王軍の攻撃の最中、しんのすけとみさえとシロを連れて、金庫型の扉の中へ避難。しんのすけをスーパー三輪車に誘導した。
原作漫画版ではリリ子は登場せず。
北春日部博士
アクション仮面の助手リリ子と共に野原家にやってきた博士。山中の地下に自分の秘密研究所を構える。
研究所を襲ったハラマキレディースによって、所員たちと共に、ハイグレ人間にされてしまうが、ハイグレ魔王が地球を撤退した後、元に戻り、新宿でしんのすけ達と再会する。ハイグレ魔王の攻撃を完全に防ぐバリアを開発するなど科学者としての腕は確か。第8作目『クレヨンしんちゃん 嵐を呼ぶジャングル』にも劇中で公開された劇場版（映画版）の中に登場する。
原作版漫画ではみさえ、ひろし、園長先生と共にTバック男爵に捕らえられ、Tバック男爵に脇を擽られたことでアクショングレートビームの素カプセルの在り処を喋ってしまう。
スケルトン教授・ゾンビリビー
アクション仮面のテレビアニメ版に登場するブラックメケメケ団の幹部。ミミ子を人質にアクション仮面をおびき寄せ、代役アクション仮面を追い詰めるが、最終的にはアクションビームを受けて敗北・爆死。撮影中にアクション仮面がハイグレ魔王の爆弾で重傷を負った際には、郷さんと呼んで駆け寄っている。
三輪車ナビ（シロ）
スーパー三輪車の自動操縦装置によって、喋れるようになったシロ。しんのすけをナビゲートするが、「いつからそんなに偉そうな態度ができるようになったんだ」としんのすけにつっこまれた。Tバック男爵との戦いでスーパー三輪車が壊れた為、元の犬に戻ってしまい、後はしんのすけに任せることになる。
原作漫画版でもスーパー三輪車は登場し、シロも同乗するが、自動操縦装置の効果でナビにはならず喋らなかった。
ハイグレ魔王
別次元の地球を侵略しようとするオカマの宇宙人。乗ってきた宇宙船を東京都庁に着陸・変形させ本拠地にしていた。部下には下記の幹部クラスの他パンティストッキングを頭にかぶったようなパンスト団なる戦闘員が多数いる。物語冒頭で本次元に赴き、テレビ収録中だったアクション仮面を爆弾で負傷させアクションストーンを強奪してしまう。
普段はにこやかな仮面とマントで風貌を隠しているが、素顔は赤モヒカン頭で、ハイレグ赤レオタードを着用している。淡い灰色の肌で端整な顔だちだが、正体はオカマの男性。普段の物腰は柔らかいが、激昂すると荒っぽい発言もする。イヤリングの中に、アクションストーンを隠した。
戦闘能力に関しては、電気攻撃や中国武術のような剣術を使用し、身体を軟体生物のように変貌させた状態からは触れたものを溶解させることも可能になる。
しんのすけが飴玉と間違えて食べてしまった予備のアクションストーンを魔法でお腹の中から出して破壊したが、最初に奪ったアクションストーンを奪還されてしまったために、アクション仮面の召喚を許してしまう。アクション仮面との直接対決では、最初はクライミング勝負をするが、引き分けとなる。次に剣術で勝負し、敗北するも負けを認めようとはせず、「男らしくない」とアクション仮面に指摘されるが、本人は「オカマだから関係ない」と開き直った。切り札である軟体化形態でアクションビームにも耐え、アクション仮面を追い詰めるが、アクションストーンでアクションビームを使えるようになったしんのすけがアクション仮面に加勢したことで形勢が逆転し、ダブルアクションビームの前に戦闘不能になった。今度こそ負けを認め、「地球侵略は、また今度にする」と告げて、宇宙に帰った。なお、負けを認めた後、しんのすけとアクション仮面に好意を抱く発言と投げキッスをした為、2人からは気味悪がられた。
原作漫画版では仮面は着用しておらず、マントは着用しているものの風貌は隠してはいない。あやとりを趣味にしている。侵略開始早々、アクション仮面を倒した。アクション仮面の基地を見つけるために自らも前戦に出た際にアクション仮面との二度目の戦いを展開。パワーアップしたアクション仮面に対し、強化変身を行おうとするが、しんのすけの排便に気をとられて変身に集中できない隙を突かれて、アクショングレートビームを受けて敗北。部下たちと共に地球を撤退した。
ハイグレ魔王は後にゲーム版『クレヨンしんちゃん2 大魔王の逆襲』とクレヨンウォーズで再登場したほか、春日部市が発行している『クレヨンしんちゃん絵はがきセット第3弾』でも、映画公開から約31年ぶりに再登場した。（後述）
Tバック男爵
ハイグレ魔王の部下。大柄な体格をした髭面の男で、名前の通りTバックを履いている。怪力の持ち主で、体格に見合わない俊敏な動きも可能。クロスボウのような銃を武器に持ち（ただし1度も使用していない）専用の乗り物にはホーミングミサイルも装備されている。北春日部博士曰く「目的のためなら手段を選ばない、冷酷非情なホモ」（原作漫画版では「冷酷非情な奴」）。ハラマキレディースとは犬猿の仲でしばしば対立する。
ふたば幼稚園のバスで研究所に向かう最中のしんのすけたちの前に現れて、彼らを捕らえるべく、持ち前の怪力でバスを止めてしまうが、しんのすけの「ゾウさん」（下品なもの）に驚いた一瞬の隙を突かれ取り逃がしてしまう。すぐに追おうとするが、ハラマキレディースの作戦を知ったハイグレ魔王の指示で一旦本拠地に戻るが、ハイグレ魔王に反発したことで、ハイグレ魔王からビンタと電撃で制裁されてしまう。
スーパー三輪車で宇宙船に向かう途中のしんのすけとシロを襲撃し、ミサイルを撃ち込むが、自身がミサイルを喰らってしまい撃墜された。
クレヨンウォーズではハイグレ魔王と共に再登場している。
原作漫画版でも、スーパー三輪車で移動中のしんのすけとシロを襲撃。スーパー三輪車を破壊するも、自身の乗り物にしんのすけとシロがいつの間にか乗り込んでおり、しんのすけが耳元に息をかけてきたことに驚いて、操縦トラブルを起こし、ハラマキレディースやミミ子も巻き込んで墜落する。また、北春日部博士を逃がしてしまった報告をしに来た際は椅子に座って報告するという無神経ぶりを見せた為、ハイグレ魔王に蹴り飛ばされた。
ハラマキレディース
ハイグレ魔王の部下として暗躍する女性3人組。ハイグレ魔王のように灰色がかった肌の色をしている。Tバック男爵とは犬猿の仲。それぞれの名前は明かされていないが、長い緑色の髪のリーダー（A）と、橙色の長い髪（B）、縮れ毛で紫色の髪（C）の3人で構成されている。3人共、頭にインカムの様なものを付けている。リーダーのみ赤いマントを羽織っており、悪の組織の中間管理職として悩むという一面も見せている。
ハイグレ人間にしたまつざか先生をスパイとし、北春日部博士の研究所に襲撃をしかける。研究所を制圧した後、おまるのような小型飛行艇でしんのすけを襲撃するが、スーパー三輪車のスピードに追い付けず、エンジンがオーバーヒートして墜落。地上に激突する前にしんのすけに助けられた。しんのすけに助けられた後は登場せず、ハイグレ魔王と共に宇宙へ帰ったのどうかは不明。なお、しんのすけに助けられた後にリーダーはしんのすけがTバック男爵を倒せるか心配していた。
原作漫画版では大勢のハラマキレディースが登場しており、リーダーは厚化粧で素顔は地味とされた。また、リーダーはハイグレポーズでの挨拶を心の底では嫌がっていた。
原作漫画版では劇場版（映画版）と全く同じ容姿だが、ハイレグが似合うナイスボディと解説されている。ハイレグを所持している他、しんのすけに助けられた際にもハイグレ魔王への忠誠を捨てていない。
パンスト団
ハイグレ魔王の手下戦闘員。空飛ぶおまるに乗っており、ストッキングのようなマスクを被っている。
原作漫画版では台詞が用意された。
別次元の野原一家
中盤で一瞬だけ登場。郷剛太郎とミミ子に野原一家が時空移動マシンで本次元から別次元に移動した際に遭遇した。本次元の野原一家と服装も同じだった。しんのすけとアクション仮面がハイグレ魔王を地球から追い出して別次元の地球を救い、本次元の野原一家が時空移動マシンで本次元に帰還した際に再び全く同じタイミングで彼らも別次元に帰還した模様。
風間トオル、桜田ネネ、佐藤マサオ、ボーちゃん、園長先生、吉永みどり
別次元におけるふたば幼稚園園児と教員たち。
春日部がハイグレ魔王軍の襲撃を受けた際、園長先生はよしなが先生と共に、まだ無事な子供たちだけでも避難させるべく、園外で活動し、北春日部博士の案内で彼の研究所に避難するも、基地に乗り込んできたハラマキレディースにより、ハイグレ人間にされてしまう。事件解決後、しんのすけたちと合流した際にしんのすけは皆の名前を呼んでいたが、マサオのみ呼ばれず「ボク、呼ばれてない…」と泣いていた。
本次元の風間たちは、しんのすけ同様にアクション仮面カードを集めており、風間は内緒で集めていながらもカードの情報に詳しく、No.99のカードを皆に教え、マサオはモンキッキのカードが5枚になってしまったことからしんのすけに「おサル大臣マッキッキ」とからかわれ、ボーちゃんは特典のカードファイルを持っており、ネネはミミ子のカードを集めている。
原作漫画版ではハイグレ人間にはされず、Tバック男爵に捕らえられた園長先生以外は北春日部博士の発明したひみつグッズを用いてハラマキレディースと交戦。優位に立っていたが、ハイグレ魔王が参戦したことで形勢が逆転し、捕らえられてしまう。なお、ボーちゃんとよしなが先生はひみつグッズは使わず、前者は鼻水を揺らしながら近づく「ハナ水攻撃」後者は幼稚園バス（仮免まで行ったことがあるため）を用いた。
まつざか梅
別次元におけるまつざか先生。
よしなが先生と園長先生が園児たちの避難活動に赴いている間、幼稚園にて、副園長と共にハイグレ魔王軍に襲われ、2人ともハイグレ人間となる。自身はハラマキレディースのスパイとして、しんのすけたちと同行。研究所内で正体を現すと、研究所のバリアを解除し、ハラマキレディースを研究所へ導いた。その後はハイグレ人間にされたよしなが先生たちと共に研究所に並ばされハイグレポーズをとらされる。皆が嫌そうな顔をしている中、1人だけハイグレポーズの虜といったうれしそうな表情をしていた。ハイグレ魔王が地球を去った後、元に戻り、よしなが先生たちと共にしんのすけの許に赴いた。
原作漫画版では柄物のハイレグを着用。ムダ毛を処理をする暇をもらえずにスパイとして送り込まれてしまった為、はみ出た毛をしんのすけに指摘されている。ミミ子から基地の所在地を聞きだした直後に正体を明かし、基地の所在地をハラマキレディースに伝えようとするが、割り込んできたしんのすけが「かすかべ書店」と発言したために、ハラマキレディースは通信を切ってしまい、自身はひろしたちに拘束されてしまう。その後、隙を見て基地の所在地を伝えた。ミミ子は「敵を倒せば、元の良い先生に戻りますよ」と思っていたが、元に戻った後のまつざか先生は洗脳時の記憶を失っていたことから、戦いで泥だらけとなったひまわり組を酷評した為、ミミ子は唖然とした。
劇場版（映画版）と原作漫画版共々本次元のまつざか先生と同じく、彼氏がいない事をしんのすけにイジられた。
団羅座也
別次元における団羅座也。
ハイグレ魔王軍に占拠された新宿の様子をリポートしている最中、パンスト団に発見され、カメラマンと共にハイグレ人間に変えられてしまい、ハイグレポーズをしながら「皆、ハイレグを着よう」とリポートした。
原作漫画版では団さんとは別人のニュースキャスターが登場。
東大宮先生
アクション仮面ひみつ基地の所員。アクショングレートビームの素カプセルを運んできたミミ子としんのすけを出迎える。
原作漫画版のみの登場。
アクションハウスの受付人
アクションハウスの受付男性。海水浴に向かっている途中の野原一家から入場料を取り、野原一家が出てきたときには既に姿を消していた。実は受付人も知らないことだったが、アクションハウス内の鏡は別次元に通じる異次元ホールであり、本次元の野原一家はアクション仮面が実在する世界の野原一家と入れ替わってしまった。ハイグレ魔王軍との戦いが終わった後、野原一家はアクションハウス内の鏡を使って、元の次元に帰還。無許可でインチキ商売だったアクションハウスは摘発処分により解体された。
原作漫画版のみの登場。
代役アクション仮面
郷が怪我をしたため代わりとなったアクション仮面で、体つきは似ているが声は違う。本放送では郷が台詞を吹替えたものが放送されたが、しんのすけはこのアクション仮面が代役であることを見抜いて「うそんこ」と呼んでいた。しかし、みさえや風間たちに「アクション仮面が嘘をつくわけない」と信じてもらえなかったが、シロは信じていた。

## 登場する地名・道具・兵器等
- アクション仮面カード - チョコビのおまけとしてついてくるアクション仮面のトレーディングカード。しんのすけが10枚（「No.99」が手に入るまでは9枚）、風間が8枚、マサオが36枚。ボーちゃんは50枚所持している上、景品のカードホルダーも所持。ネネはミミ子のカード目当てであり、3の付くカードはミミ子のカードになっている。アクション仮面カードシリーズは100種類存在しており、全て集めると「アクション仮面変身セット」がもらえるが、ぞろ目のカードは生産数が少ない（No.11はボーちゃんが初の獲得者として祝われたほど）。特に「No.99」のカードは幻のレアカードとされており、他のカードとは違って全身が金色になっており、壁画の様な絵柄となっている（獲得者はしんのすけ）。劇場版（映画版）のみ登場。
- アクションストーン - アクション仮面が次元移動するために必要な球状カプセルで、劇中では2つ存在している。通常の物はアクション仮面のベルトのバックルに保管されているが、作品冒頭でハイグレ魔王に奪われ自分の次元に戻れなくなったが、しんのすけの「No.99」のゴールドカードを用いたことで帰還する事ができ、ハイグレ魔王打倒後はしんのすけから返した。北春日部博士が持っていた予備の物はしんのすけが飴玉と間違えて食べてしまい、その後はハイグレ魔王がしんのすけの腹の中から魔法で出して破壊された。これを持つことによって、アクション仮面以外の者でもアクションビームを放てるようになる。劇場版（映画版）のみ登場。
- ハイグレ光線 - ハイグレ魔王軍が使用する銃から放たれる光線。撃たれた相手の衣服はハイレグレオタード姿に変わり、ハイグレ魔王軍の部下と化してしまう。ハイグレ人間にされた者は「ハイグレハイグレ」の掛け声と共に強制的に卑猥なポーズを取る。

### 原作漫画版のみ登場
- アクショングレートビームの素カプセル - アクショングレートビームを使用可能とするためのカプセル。劇場版（映画版）の予備のアクションストーンと同じくしんのすけが飴玉と間違えて食べてしまったが、ミミ子による浣腸で排便・回収された。
- アクショングレートビーム - アクショングレートビームの素カプセルを服用したことで使用可能となった強化アクションビーム。効果音はアルファベット。
- メイク落とし水てっぽう - ひみつグッズセットの一つ。相手のメイクを落とす効果のある水鉄砲。ミミ子が使用。
- 飛び出すパンチえほん - ひみつグッズセットの一つ。開くとパンチが出てくる絵本。風間が使用。
- ねんど棒 - ひみつグッズセットの一つ。棒を相手に向けると棒が伸びて戦ってくれる。ただし、使用者自身にも向けても効果が発動する。マサオが使用。
- おねんねシャボン玉 - ひみつグッズセットの一つ。睡眠薬入りのシャボン玉。ネネが使用。
- アクションハウス - 野原一家が海に行く途中に立ち寄った建物。アクション仮面の人形やポスターが飾ってあるだけだが、アクション仮面の絵が描かれた鏡は異次元ホールになっていた。無許可でインチキな商売であった為、野原一家が元の世界に戻ってきた直後に解体される。
- 異次元ホール - 自分の住んでいる世界と異次元の世界を繋ぐパイプ的存在。異次元ホールに入った者は異次元の自分と入れ替わってしまう為、かち合うことはない。野原一家が迷い込んだ異次元ホールは、自分たちの住む世界とほぼ同じながらもアクション仮面が実在する世界に繋がっていた。なお、ミミ子によると「こっちの世界のほうが物価は安い」とのこと。

## キャスト
- しんのすけ - 矢島晶子
- みさえ - ならはしみき
- ひろし - 藤原啓治
- 風間くん、シロ - 真柴摩利
- ネネちゃん - 林玉緒
- マサオくん - 鈴木みえ
- ボーちゃん - 佐藤智恵
- よしなが先生 - 高田由美
- まつざか先生 - 富沢美智恵
- 園長先生 - 納谷六朗
- 副園長先生 - 滝沢ロコ
- 団羅座也 - 茶風林
- お婆さん - 京田尚子
- 肉屋 - 荒川太郎
- アクション仮面 - 玄田哲章
- 桜ミミ子、リリ子 - 小桜エツ子
- 北春日部博士 - 増岡弘
- 代役アクション仮面 - 中田和宏
- スケルトン教授・ゾンビリビー - 青野武
- スタッフ - 坂東尚樹
- 助監督 - 沼田祐介
- 監督 - 山口健
- Tバック男爵 - 郷里大輔
- ハラマキレディA - 井上瑤
- ハラマキレディB - 渡辺久美子
- ハラマキレディC - 稀代桜子
- ハイグレ魔王 - 野沢那智

## スタッフ
| 原作                 | 臼井儀人 |
| 脚本                 | もとひら了 |
| キャラクターデザイン | 小川博司 |
| 作画監督             | 原勝徳 堤規至 |
| 美術監督             | 星野直美 |
| 設定デザイン         | 湯浅政明 |
| 撮影監督             | 高橋秀子 |
| 音楽                 | 荒川敏行 |
| 録音監督             | 大熊昭 |
| 編集                 | 岡安肇 小島俊彦 村井秀明 三宅圭貴 中葉由美子 川崎晃洋                                                                               |
| プロデューサー       | 茂木仁史 太田賢司 堀内孝 |
| 監督                 | 本郷みつる |
| 絵コンテ・演出       | 原恵一 本郷みつる |
| 原画                 | 林静香 高倉佳彦 湯浅政明 西村博之 大塚正実 佐々木正勝 木上益治 原勝徳 堤規至                                                        |
| 原画                 | 村田藤吉 荒川真嗣 保谷有香 大久保修 楠本祐子 松本朋之 近藤優次 竹内進二 若松孝思 間々田益男                                         |
| 動画                 | 上宇都辰夫 中峰ちとせ 日下岳史 伊藤みはる 児玉健二 村林千春 石原立也 端由美子 本城貴史 古川かおり 上岡秀都 橋詰理佳 松田洋子 森岡京 |
| 動画                 | 寺田和人 高橋博行 岡田幸子 岩田昭宏 村山健治 佐々木郁子 北之原孝将 東野伊佐子 笹井昌治 木田通夫 奥野隆弘 三宅春彦 川村恵美          |
| 動画                 | 黒川祥一 吉田有広 斎藤徳明 宮井誠 鈴木孝宏 地崎義生 妻藤一治 山代康規 波戸根京子 武口つるみ                                         |
| 動画チェック         | 小原健二 |
| 演出助手             | 善聡一郎 |
| 色指定               | 野中幸子 |
| 特殊効果             | 土井通明 |
| 仕上げ検査           | 中西恵子 石田奈央美 高木理恵 |
| 仕上げ               | 八田陽子 笹川正美 本田恵美子 松田利恵 柴田邦浩 伊藤幸子 亀井ひふみ 師橋明子 江田美穂子 石田朋子 北岡なな子 辻本和代                 |
| 仕上げ               | 森川典子 西畑孝子 馬場洋子 西原直美 高谷公美 今泉ひとみ 明石由美子 明田ひとみ トレース・スタジオM 醍醐玲子 前野泉 金内順子 相原明子 |
| 仕上げ               | アトリエローク 高野正道 浜名お孝 森元茂 石田晶子 川村英明 飯田英樹 下山和人 藤原紀子 佐藤幸子 北川晴美 斎藤由美子 石橋秀子          |
| 撮影                 | 旭プロダクション 梅田俊之 大森美奈子 松島光治 長谷川洋一 杉澤義雄 加賀美直明 沢田進矢 伊東美紀 小川滋見 大矢創太                    |
| エリ合成             | 渡辺由利夫 末弘孝史 |
| 効果                 | フィズサウンドクリエイション 松田昭彦                                                                                               |
| 録音スタジオ         | APUスタジオ |
| 整音                 | 柴田信弘 山本寿 内山敬章 |
| 録音制作             | オーディオ・プランニング・ユー |
| 制作アシスタント     | 飯草良花 |
|                      | ドルビーステレオ 一部上映館を除く                                                                                                   |
| 技術協力             | 森幹生 極東コンチネンタル株式会社                                                                                                   |
| 制作デスク           | 山川順一 柏原健二 大橋永晴 |
| 制作進行             | 和田泰 魁生聡 星野匡章 内田和弘 志村宏明 別紙直樹                                                                                   |
| 連載                 | 双葉社 WEEKLY漫画アクション 月刊ファミコン4コマ王国                                                                                 |
| 協力                 | 京都アニメーション めがてんスタジオ じゃんぐるじむ 座円洞                                                                           |
| 現像                 | 東京現像所 |
| タイトル             | 道川昭 |
| 制作                 | シンエイ動画 ASATSU テレビ朝日 |
|                      | ©臼井儀人/双葉社・シンエイ・テレビ朝日 1993                                                                                         |

## 主題歌
- オープニング - 「オラはにんきもの」
  - 作詞 - 里乃塚玲央／作曲 - 小杉保夫／編曲 - 加藤みちあき／歌 - 野原しんのすけ（矢島晶子）

OP（オープニング）映像はテレビアニメ版のものをそのまま流用している。
- 挿入歌 - 「ひまわり体操」
  - 作詞 - 臼井儀人、前田耕一郎／作曲 - 荒川敏行／編曲 - 林有三／歌 - 河井英里
- エンディング - 「僕は永遠のお子様」
  - 作詞 - おおたか静流／作曲 - 真崎修／編曲 - 林有三／歌 - Mew（梶谷美由紀）

## テレビ放送
| 回数 | 放送日                  | 備考                           |
| ---- | ----------------------- | ------------------------------ |
| 1    | 1994年3月28日（月曜日） | その後、次回作の紹介がされた。 |

## 映像ソフト
- VHS - 1994年4月25日にバンダイビジュアルより発売
- DVD - 2002年11月25日にバンダイビジュアルより発売
- Blu-ray - 2022年12月23日にバンダイビジュアルより発売

## 関連商品
- アクション仮面ソフビ&アクション仮面カード（2019年12月発送、バンダイ）
  - プレミアムバンダイ限定。アクション仮面のソフビ人形と初商品化となる「アクション仮面のNo.99」のゴールドカードが付属。さらに箱はチョコビの箱になっている。
- クレヨンしんちゃん絵はがきセット第3弾（2024年4月5日発売、春日部市）
  - 春日部市が発行し、春日部市役所（本庁舎および庄和総合支所）・春日部情報発信館「ぷらっとかすかべ」・道の駅庄和でのみ販売。市内にある首都圏外郭放水路調圧水槽（通称「地下神殿」）において、アクション仮面・しんのすけ・シロ[7]が、ハイグレ魔王と対決している様子が描かれている。[8]